# Романовы. Венценосная семья
«Романовы. Венценосная семья» — российский художественный фильм 2000 года. Режиссёр-постановщик — Глеб Панфилов. Слоган: «История семьи… История любви… История России».

## Сюжет
Действие фильма начинается в ночь на 22 февраля 1917 года, перед отъездом царя на фронт в Ставку. Россия при царе Николае II находилась на третьем году Первой мировой войны. К 1917 году Россия понесла много потерь. Тем не менее авторитет царя в народе был высок. Петроград (бывший Санкт-Петербург) был исключением. Поздно ночью Николая и его жену Александру будят их сын Алексей, у которого высокая температура, а также Ольга, старшая из пятерых детей. На следующее утро Николай уезжает в Ставку, на фронт. Тем временем в Петрограде люди начинают бунтовать. Улица подверглась бомбардировке, и многие погибли. Русская революция началась. Николай прибывает в Ставку, и ему говорят, что его сын Алексей, больной гемофилией, проживет лишь до 16 лет. В Петрограде Александре рассказывают о хаосе в городе. В Императорском поезде Николаю вручают документы, требующие его отречения от престола. Он их подписывает и больше не является императором всея Руси. Он решил передать трон своему сыну Алексею, но из-за его состояния он решает передать трон своему брату Михаилу, который его не принимает. Россия осталась без императора.
В Александровском дворце Царского Села Александре сообщают, что она и ее муж больше не император и императрица и что теперь они находятся под домашним арестом. Александра просит месье Жильяра, преподавателя французского, сообщить Алексею эту новость. Николай, больше не царь, возвращается к своей семье в Александровский дворец. На следующий день Николая, Александру, двух старших великих княжон и Алексея представляют Александру Керенскому, лидеру Временного правительства. Ольге он, похоже, не нравится, в то время как Татьяна говорит, что он не уважает бывшего царя и царицу, потому что они частные лица. Александру это задевает, и Татьяна говорит ей, что она лысеет. Ольга успокаивает свою мать, что это нормально, что у нее и ее сестер выпадают волосы, потому что они переболели корью. Александра решает побрить головы своим детям. Однажды ночью Александра просыпается с криком. Она рассказывает Николаю, что ей приснился сон, в котором Григорий Распутин показал ей видение будущего.
1 августа 1917 года императорская семья и четверо их верных слуг покидают дворец в последний раз. Перед отъездом они видятся с братом Николая, Михаилом Александровичем. Их переводят в Тобольск, где они живут в губернаторском особняке под домашним арестом. Великие княжны продолжают свою повседневную жизнь. Они играют на пианино, пока Алексей рисует корабли. Однажды Ольга играет на пианино, когда охранник внизу играет на мандолине другую песню, его зовут Андрей Денисов. Ольга начинает играть ту же песню, что и Денисов. Ольга, Алексей, Татьяна, Мария и Анастасия начинают танцевать, а он продолжает играть на мандолине. Императорская семья и их бывшие слуги живут простой жизнью. Их повседневная жизнь состоит из рубки дров, катания на санках и семейных обедов. Однажды Ольга и Денисов влюбляются друг в друга. С очередной революцией приходят очередные перемены в российском правительстве. В ноябре 1917 года большевики свергли Временное правительство, в результате чего была создана первая Советская республика. Семью фотографируют и приводят новых, более агрессивных охранников. Ольга Николаевна снова заболела и нуждается в переливании крови. Денисов - донор, так как Александра не может этого сделать. Ольга выздоравливает, и они с Николаем вместе играют на пианино. Новое советское правительство решает перевезти Императорскую семью на новое место. Яковлев, комиссар Уральского Совета, посещает императорскую семью в Тобольске. Он разговаривает с Алексеем и просит горничную Демидову проверить у него температуру. Из-за плохого состояния здоровья Алексея в апреле 1918 года в Екатеринбург уезжают только Николай, Александра, Мария и слуги; Алексей, Ольга, Татьяна, Анастасия и Жильяр остаются дома. Несколько недель спустя они также были переведены в Ипатьевский дом в Екатеринбурге. После того, как они воссоединяются, комендант Юровский разрешает семье посетить православную церковную службу. На следующий день приходит священник, чтобы отслужить мессу для всей семьи. В последующие дни кухонного мальчика Седнева отпускают побыть с его дядей.
В ночь на 16 июля 1918 года Уральский Совет получает приказ о расстреле Императорской семьи. Пока все спят, Юровский и другие охранники планируют казнь. Вскоре после полуночи 17 июля охранники будят доктора Боткина. Ему говорят, что все должны спуститься в подвал в целях безопасности, так как Белая армия приближается. Семью и их слуг отводят вниз, в подвал. Охранники приносят два стула для Алексея и Александры; все остальные встают. Юровский рассказывает всем, что ходят слухи о том, что семья мертва, и что они сделают снимок, чтобы положить этому конец. Он расставляет их по местам, но затем внезапно зачитывает Николаю приказ о казни. Николай потрясен, Александра и ее дочери крестятся. Охранники достают пистолеты и стреляют. Не все умирают сразу, поэтому они расстреливают выживших по отдельности. Убирая тела, охранники обнаруживают бриллианты, спрятанные в одежде семьи. Затем фильм переходит к канонизации царя Николая II и его семьи. Это последняя сцена перед концом фильма.

## В ролях
- Александр Галибин — император Николай II (озвучивание: Виктор Раков)
- Линда Беллингем — императрица Александра Фёдоровна (озвучивание: Инна Чурикова)
- Владимир Грачёв — цесаревич Алексей Николаевич
- Юлия Новикова — великая княжна Ольга Николаевна
- Ксения Качалина — великая княжна Татьяна Николаевна
- Ольга Васильева — великая княжна Мария Николаевна
- Ольга Будина — великая княжна Анастасия Николаевна
- Игорь Дмитриев — граф Фредерикс
- Вячеслав Богачёв — генерал Воейков
- Юрий Каюров — генерал Алексеев
- Валерий Хромушкин — князь В. А. Долгоруков
- Николай Пеньков — генерал Татищев
- Олег Басилашвили — профессор Фёдоров
- Иван Саутов — генерал Рузский
- Валерий Доронин — генерал Данилов
- Александр Липов — генерал Савич
- Максим Панфилов — великий князь Михаил Александрович
- Юрий Клепиков — генерал Корнилов
- Владимир Конкин — полковник Кобылинский
- Валерий Матвеев — дежурный офицер
- Игорь Регнер — боцман Деревенько
- Эрнст Романов — доктор Боткин
- Андрей Харитонов — Пьер Жильяр
- Владимир Ширяев — барон Бенкендорф
- Ребекка Лейси — Анна Демидова, горничная
- Вячеслав Гарин — Чемодуров, камердинер
- Виктор Тейдер — Трупп, лакей
- Святослав Кузьменко — Харитонов, повар
- Всеволод Соболев — доктор Деревенко
- Кирилл Литовченко — Седнёв, повар
- Андрей Чуманов — рядовой Денисов
- Михаил Ефремов — Керенский
- Анатолий Сливников — Родзянко
- Александр Алексеев — Гучков
- Юрий Орлов — Шульгин
- Аристарх Ливанов — Милюков
- Александр Филиппенко — Ленин
- Кирилл Козаков — Свердлов
- Валерий Кухарешин — Троцкий
- Игорь Скляр — комиссар Яковлев
- Анатолий Панфилов — телеграфист Авдеев
- Евгений Герасимов — Голощёкин
- Любомирас Лауцявичус — комиссар Юровский
- Виталий Вашедский — рядовой Дорофеев
- Игорь Лифанов — комиссар Масловский
- Алексей Панин — эпизод

## Съёмочная группа
- Сценаристы: Инна Чурикова, Глеб Панфилов, Иван Панфилов
- Режиссёр: Глеб Панфилов
- Продюсер: Владимир Бычков
- Оператор-постановщик: Михаил Агранович
- Художники-постановщики: Анатолий Панфилов, Владимир Гудилин, Александр Боим, Борис Мессерер
- Композитор: Вадим Биберган
- Директоры: Александра Демидова, Владимир Репников, Денис Буреев